# (474090) 2016 KF2
(474090) 2016 KF2 es un asteroide perteneciente al cinturón de asteroides, descubierto el 26 de noviembre de 2009 por el equipo del Spacewatch desde el Observatorio Nacional de Kitt Peak, Arizona, Estados Unidos.

## Designación y nombre
Designado provisionalmente como 2016 KF2.

## Características orbitales
2016 KF2 está situado a una distancia media del Sol de 2,588 ua, pudiendo alejarse hasta 2,967 ua y acercarse hasta 2,209 ua. Su excentricidad es 0,146 y la inclinación orbital 13,00 grados. Emplea 1521 días en completar una órbita alrededor del Sol.

## Características físicas
La magnitud absoluta de 2016 KF2 es 16,827.